# Logisk-analytisk förmåga
Logisk-analytisk förmåga är en persons förmåga att dra logiska slutsatser. Begreppet är ett av många sätt att definiera intelligens och denna förmåga testas ofta vid intelligenstest.